# 野間佐和子
野間 佐和子（のま さわこ、1943年（昭和18年）7月27日 - 2011年（平成23年）3月30日）は、日本の実業家。株式会社講談社6代代表取締役社長、日本雑誌広告協会理事長、読書推進運動協議会会長、日本出版クラブ会長、国際文化フォーラム会長。元テレビ朝日非常勤監査役。活字文化推進会議推進委員。
東京都文京区出身。

## 人物
「講談社中興の祖」と呼ばれた4代社長野間省一の長女（一人娘）。1964年、三菱電機に勤務していた阿南惟道（野間惟道）との結婚が決まると、当時通っていた清泉女子大学文学部英文科を中退。翌1965年に惟道を婿養子に迎える形で結婚し、家庭に入った。
1987年、5代社長に就任していた夫・惟道の急死を受け、6月20日付で6代社長に就任。専業主婦からの転身となったが、同年9月に刊行した村上春樹著『ノルウェイの森』をはじめ、24年間の在任中に数々のベストセラーを世に送り出した。1990年代後半には年間売上高を2000億円を超えるまでに伸ばしたが、近年はいわゆる「出版不況」により売上高が減少。2002年度には戦後初の赤字決算も経験し、業績改善に努めた。
1996年から講談社インターナショナル社長を兼務。
一方、主婦経験をもとに、子どもの読書推進運動に取り組み、児童文学シリーズや絵本を積極的に刊行した。絵本をキャラバンカーに積んで各地の幼稚園や公民館を巡回し、読み聞かせをする「全国訪問おはなし隊」を、1999年に創設。在任中の実施回数は1万3000回を数えた。
2011年2月23日、講談社は、4月中旬を目途とした社長交代を公表。佐和子は会長に退き、7代社長には長男で副社長の野間省伸が昇格することになった。しかし、社長交代予定直前の3月30日に、社長在任のまま心不全のため東京都内の病院で死去。67歳没。翌31日、省伸が予定を繰り上げて後任社長に就任した。

## 家族
- 野間省一（父親、講談社4代代表取締役社長）
- 野間惟道（夫、講談社5代代表取締役社長）
- 野間省伸（長男、講談社7代代表取締役社長）
- 町尻量基（陸軍中将、母方の祖父、伯爵壬生基修の次男）
- 町尻由紀子（母方の祖母、賀陽宮邦憲王の第一王女）

## 学歴
- 清泉女子大学英文科（1964年）中退。

## 映画製作
- 1996年7月6日 - 「ゲゲゲの鬼太郎 大海獣」
- 1996年12月14日 - 「金田一少年の事件簿」
- 1997年3月8日 - 「ゲゲゲの鬼太郎 おばけナイター」
- 1997年7月12日 - 「ゲゲゲの鬼太郎 妖怪特急! まぼろしの汽車」
- 1997年12月13日 - 「金田一少年の事件簿 上海魚人伝説」
- 1999年8月21日 - 「金田一少年の事件簿2 殺戮のディープブルー」
- 1999年12月18日 - 「GTO」

## 受賞歴
- 1996年 -  日本宣伝賞正力賞[4]
- 2012年 - マスコミ功労者顕彰[4]